# 11º Reparto manutenzione velivoli
L'11º Reparto Manutenzione Velivoli è un'unità dell'Aeronautica Militare Italiana di stanza nella base aerea di Sigonella in Sicilia che dipende dalla 2ª Divisione del Comando Logistico. È responsabile del supporto tecnico-operativo e logistico-operativo, relativo ai velivoli delle linee C-130J e ATR P-72A.

## Origini e Sviluppo
Il reparto trae origine nel 1972 come “Centro Manutenzione di 2º livello tecnico”, parte del 441º Gruppo STO del 41º Stormo, in concomitanza con l'arrivo del primo velivolo P-1150 Atlantic in Italia. Nel 1979, il reparto viene rinominato 11° Centro Manutenzione Principale (C.M.P.) sempre all'interno del 41º Stormo.
Con l'introduzione del 3º livello tecnico nelle competenze del reparto, il 1º novembre 1985 viene creato l'11º Reparto Manutenzione Velivoli, sotto la direzione del Comandante del 41º Stormo. Questo reparto è stato tra i primi a ottenere la capacità di eseguire attività manutentive di terzo livello, includendo aggiornamenti tecnici e ispezioni delle componenti strutturali e avioniche del velivolo.
Il 31 luglio 1998, l'ente diventa autonomo e passa sotto il controllo diretto del 3º Reparto dell'Ispettorato Logistico, separandosi dal 41º Stormo. Il reparto assume la responsabilità del controllo sugli accessori elettrici, idraulici e avionici, oltre alla gestione dei rifornimenti tramite il Deposito Centrale ‘Atlantic’. Parte delle attività di terzo livello e delle ispezioni del velivolo vengono trasferite all'industria nazionale a causa delle nuove linee di politica della Forza Armata.

## Rinascita e Certificazioni
Nel 2003, il reparto subisce una rinascita con il cambiamento delle linee guida della Forza Armata. Si abbandona l'esternalizzazione delle attività manutentive a favore di una politica di 'in-sourcing', restituendo al reparto la responsabilità delle ispezioni fino al terzo livello tecnico. Questa sfida viene affrontata con professionalità e dedizione, dimostrandosi vincente nel tempo.
Nel 2006, il reparto ottiene la certificazione e omologazione del laboratorio cifranti da parte delle Autorità Nazionale per la Sicurezza (A.N.S.) per la manutenzione degli apparati del sistema GPS R-202 per tutte le linee della Forza Armata. Nel 2008, riceve il riconoscimento di Sottocentro di F.A. per la calibrazione del AGE (Air Ground Equipment), diventando un punto di riferimento per gli enti dell'Aeronautica Militare.
Il 18 settembre 2012, il reparto ottiene la certificazione UNI EN ISO 9001:2008 dal RINA per le attività di manutenzione, revisione, supporto logistico e addestramento per il sistema d'arma Breguet ‘Atlantic’.

## Transizione e Nuove Competenze
Il 10 luglio 2013, l'ente riceve la certificazione AER (EP).P-2147 per la Direzione Addestramento dalla Direzione Generale per gli Armamenti Aeronautici e l’Aeronavigabilità (DAAA), seguita il 31 marzo 2015 dalla certificazione AER (EP).P-2005 per le attività di manutenzione sul velivolo Breguet 1150A ‘Atlantic’.
Il 22 novembre 2017, il sistema d'arma P-1150A conclude la sua vita operativa e viene sostituito dal nuovo sistema d'arma P-72A. L'11° RMV inizia un nuovo percorso, gestendo la manutenzione e la gestione tecnica del sistema d'arma C-130J e del P-72A, evolvendosi in un polo di gestione tecnica e manutenzione dei velivoli cargo e pattugliatori dell'Aeronautica Militare Italiana.

## Stemma
Nel corso della sua storia, il reparto ha cambiato stemma tre volte. Dal 1985 lo stemma, mai formalizzato, era rappresentato da un'aquila in abiti da specialista manutentore che ghermiva un Atlantic con chiavi e cacciaviti. 
Successivamente nel 1999, venne introdotto un distintivo a bande azzurre simboleggiante la capacità del reparto di supportare la flotta ‘Atlantic’ in tutti i suoi rischieramenti, rappresentando il reparto come una "rampa di lancio" per il velivolo. La stella gialla su campo blu simboleggiava i valori di etica, passione e professionalità, fondamentali per il Reparto. Le due ruote dentate sul lato destro dello stemma rappresentavano l'ingegno e la tecnica necessari per il perfetto funzionamento del reparto.
A giugno 2024, lo stemma ha subito un restyling, sostituendo il velivolo Atlantic con una fenice stilizzata grigia, simbolo di Catania, città vicina alla sede dell’11° R.M.V., risorta più volte a seguito di catastrofi naturali. 

## Direttori
| Comandante                          | dal        | al         |
| Col. G.A.r.i. Alessandro SPADA      | 01/09/1983 | 12/09/1985 |
| Col. G.A.r.i. Franco DI MARCO       | 13/09/1985 | 14/10/1986 |
| Col. G.A.r.i. Vincenzo MARZATICO    | 15/10/1986 | 30/10/1988 |
| Col. G.A.r.i. Ettore TORRE          | 31/10/1988 | 04/07/1990 |
| Col. G.A.r.i. Francesco VIOLI       | 05/07/1990 | 14/10/1992 |
| Col. G.A.r.i. Omero CHIOVELLI       | 15/10/1992 | 20/06/1994 |
| Ten.Col. G.A.r.i. Luigi CATURANO    | 21/06/1994 | 20/05/1997 |
| Ten.Col. G.A.r.i. Vincenzo BUCCHERI | 21/05/1997 | 11/11/1998 |
| Col. G.A.r.n. Palmino LELLA         | 12/11/1998 | 11/09/2000 |
| Col. G.A.r.n. Luigi Caturano        | 12/09/2000 | 29/09/2004 |
| Col. G.A.r.n. Vincenzo Buccheri     | 30/09/2004 | 21/12/2015 |
| Col. G.A.r.n. Carlo Rubino          | 22/12/2015 | 12/07/2019 |
| Col. G.A.r.n. Riccardo Salis        | 13/07/2019 | 14/09/2022 |
| Col. G.A.r.n. Lorenzo Rispoli       | 15/09/2022 | 30/09/2024 |
| Col. G.A.r.n. Luca Viarengo         | 01/10/2024 | in carica  |